# أوراق نقدية من الفرنك السويسري

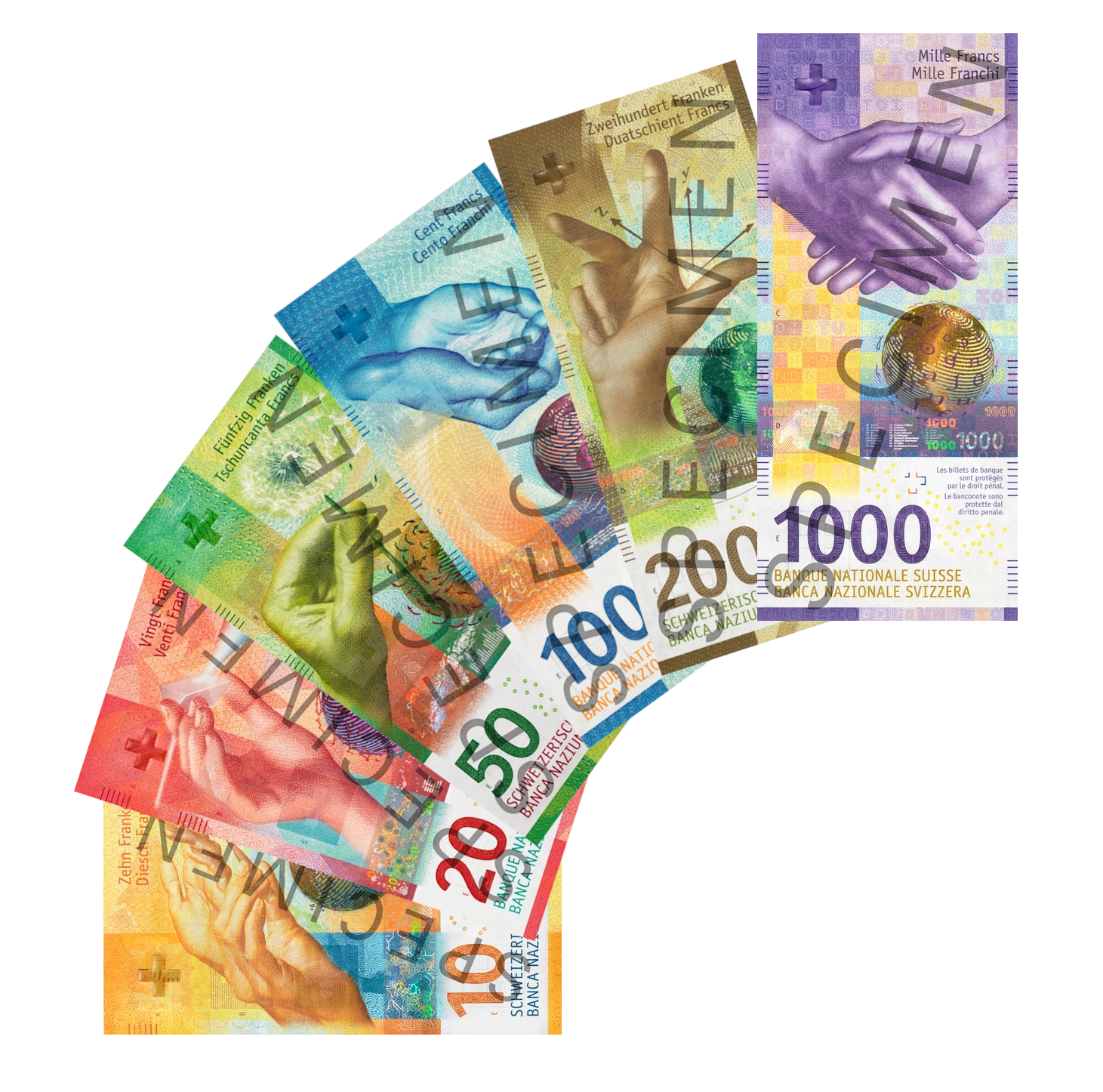
السلسلة التاسعة من الفرنك السويسري، المتداولة حاليًا. اعتبارًا من عام ٢٠٢٢، تُعدّ ورقة الألف فرنك السويسرية ثاني أعلى ورقة نقدية إصدارًا في العالم من حيث القيمة، بعد ورقة الألف دولار البروني (التي بلغت قيمتها حوالي ٦٩٠٠ فرنك سويسري في عام ٢٠٢٢)، تليها ورقة الألف دولار السنغافورية (التي بلغت قيمتها حوالي ٦٧٨ فرنكًا سويسريًا)، وورقة الـ ٥٠٠ يورو (التي بلغت قيمتها حوالي ٤٩٠ فرنكًا سويسريًا)، والتي أُلغيت تداولها.

تصدر الأوراق النقدية بالفرنك السويسري من قبل البنك الوطني السويسري في فئات 10، 20، 50، 100، 200 و 1000 فرنك سويسري.
بين عامي 2016 و2019، استُبدلت السلسلة الثامنة، مع بقائها صالحة، بالسلسلة التاسعة. جميع الأوراق النقدية ابتداءً من السلسلة السادسة قابلة للاستبدال؛ أما الأوراق النقدية من السلسلة الخامسة فقد توقفت عن العمل وأُلغيت بالكامل في 1 مايو 2000.

## التاريخ
صدرت الأوراق النقدية الأولى في سويسرا في عام 1825 من قبل صندوق الإيداع في مدينة برن.
خلال القرن التاسع عشر، كان لكانتونات (ولايات) سويسرا الحق في طباعة أوراقها النقدية الخاصة. وبموجب قانون 8 مارس 1881، أصبح للبنك الوطني السويسري الحق الحصري في إصدار الأوراق النقدية في سويسرا. صدرت أولى أوراقه النقدية عام 1907. ومنذ ذلك الحين، طُبعت تسع فئات من أوراق الفرنك السويسري، ستة منها طُرحت بالكامل للاستخدام العام، وبدأ إصدار فئة جديدة عام 2016.
سويسرا دولة استثنائية بين الدول الغنية، إذ كانت أوراقها النقدية تنتهي صلاحيتها؛ فقد أعلن البنك الوطني السويسري أن عدة سلاسل قديمة من الأوراق النقدية لم تعد صالحة للاستخدام بعد فترة من طرح سلاسل جديدة. يمكن استبدال الأوراق النقدية من هذه السلاسل "المسترجعة" بأوراق نقدية لا تزال صالحة للاستخدام لدى البنك الوطني لمدة تصل إلى 20 عامًا من تاريخ الاستدعاء، وبعد ذلك تفقد الأوراق النقدية قيمتها بالكامل. عندما تصبح السلاسل المسترجعة عديمة القيمة، يُحوّل البنك الوطني مبلغًا من المال يعادل مجموع الأوراق النقدية التي فقدت قيمتها إلى صندوق تأمين ضد الكوارث تديره الدولة، وهو الصندوق السويسري للمساعدة في حالات الأضرار غير القابلة للتأمين الناجمة عن القوى الطبيعية. في يونيو 2019، أقر البرلمان السويسري مشروع قانون ألغى حد العشرين عامًا. اعتبارًا من 1 يناير 2020، تظل جميع الأوراق النقدية بدءًا من السلسلة السادسة الصادرة عام 1976، بالإضافة إلى أي سلسلة مستقبلية، صالحة للاستخدام ويمكن استبدالها بأوراق نقدية حالية إلى أجل غير مسمى.
في أبريل 2021، أعلن البنك الوطني السويسري أنه يستدعي السلسلة الثامنة من الأوراق النقدية الصادرة بين عامي 1995 و1998؛ و استبدلت السلسلة بالسلسلة التاسعة التي إطلقت بين عامي 2016 و2019. في مايو 2021، فقدت الأوراق النقدية القديمة مكانتها كعملة قانونية ولم تعد صالحة للدفع.

## الملخص
| نظرة عامة على جميع سلاسل الأوراق النقدية السويسرية | نظرة عامة على جميع سلاسل الأوراق النقدية السويسرية | نظرة عامة على جميع سلاسل الأوراق النقدية السويسرية | نظرة عامة على جميع سلاسل الأوراق النقدية السويسرية | نظرة عامة على جميع سلاسل الأوراق النقدية السويسرية | نظرة عامة على جميع سلاسل الأوراق النقدية السويسرية                                    | نظرة عامة على جميع سلاسل الأوراق النقدية السويسرية |
| السلسلة                                            | مقدمة                                              | تاريخ الاستدعاء                                    | لا قيمة لها منذ                                    | مصمم                                               | ملاحظة                                                                                |                                                    |
| -------------------------------------------------- | -------------------------------------------------- | -------------------------------------------------- | -------------------------------------------------- | -------------------------------------------------- | ------------------------------------------------------------------------------------- | -------------------------------------------------- |
| الأول                                              | 1907                                               | 1 يوليو 1925                                       | 1 يوليو 1945                                       | جوزيف ستورك وألبرت والش                            | أوراق نقدية قابلة للتحويل، مماثلة للأوراق النقدية التي استخدمتها البنوك السابقة       |                                                    |
| الثاني                                             | 1911                                               | 1 أكتوبر 1958                                      | 1 أكتوبر 1978                                      | يوجين برناند ، فرديناند هودلر، س. بالزر            |                                                                                       |                                                    |
| الثالث                                             | 1918                                               | 1 يوليو 1925                                       | 1 يوليو 1945                                       | أوريل فوسلي                                        | أوراق نقدية حربية؛ صدرت جزئيًا فقط                                                     |                                                    |
| الرابع                                             | —                                                  | —                                                  | —                                                  | فيكتور سوربيك وهانز إيرني                          | سلسلة الاحتياطي، لم تصدر أبدًا                                                         |                                                    |
| الخامس                                             | 1956                                               | 1 مايو 1980                                        | 1 مايو 2000                                        | بيير جوشات وماركوس كورستن                          |                                                                                       |                                                    |
| السادس                                             | 1976                                               | 1 مايو 2000                                        | —                                                  | إرنست وأورسولا هيستاند                             | لم تعد عملة قانونية، ويمكن استبدالها بالقيمة الاسمية الكاملة في البنك الوطني السويسري |                                                    |
| السابع                                             | —                                                  | —                                                  | —                                                  | إليزابيث وروجر بفوند                               | سلسلة الاحتياطي؛ لم تصدر أبدًا                                                         |                                                    |
| الثامن                                             | من 1995 إلى 1998                                   | 30 أبريل 2021                                      | —                                                  | يورغ زينتزماير                                     | استرجع في 30 أبريل 2021                                                               |                                                    |
| التاسع                                             | 12 أبريل 2016                                      | —                                                  | —                                                  | مانويلا فروندر                                     | السلسلة الحالية؛ قدمت من عام 2016 إلى عام 2019                                        |                                                    |

## جميع سلاسل الأوراق النقدية السويسرية

### السلسلة الأولى
| السلسلة الأولى من الأوراق النقدية السويسرية                                                                        | السلسلة الأولى من الأوراق النقدية السويسرية | السلسلة الأولى من الأوراق النقدية السويسرية | السلسلة الأولى من الأوراق النقدية السويسرية | السلسلة الأولى من الأوراق النقدية السويسرية | السلسلة الأولى من الأوراق النقدية السويسرية | السلسلة الأولى من الأوراق النقدية السويسرية | السلسلة الأولى من الأوراق النقدية السويسرية | السلسلة الأولى من الأوراق النقدية السويسرية | السلسلة الأولى من الأوراق النقدية السويسرية |
| صورة | صورة                                        | قيمة                                        | أبعاد                                       | اللون الرئيسي                               | وصف                                         | وصف                                         | تاريخ                                       | تاريخ                                       | تاريخ                                       |
| وجه العملة | العكس                                       | قيمة                                        | أبعاد                                       | اللون الرئيسي                               | وجه العملة                                  | العكس                                       | الإصدار                                     | انسحاب                                      | انقضاء                                      |
| --- | ------------------------------------------- | ------------------------------------------- | ------------------------------------------- | ------------------------------------------- | ------------------------------------------- | ------------------------------------------- | ------------------------------------------- | ------------------------------------------- | ------------------------------------------- |
| |                                             | 50 فرنكًا                                    | 166 × 103 مم                                | أخضر/أصفر                                   | هيلفيتيا                                    | الحلي                                       | 20 يونيو 1907                               | 1 يوليو 1925                                | 1 يوليو 1945                                |
| |                                             | 100 فرنك                                    | 183 × 116 مم                                | أزرق                                        | هيلفيتيا                                    | الحلي                                       | 20 يونيو 1907                               | 1 يوليو 1925                                | 1 يوليو 1945                                |
| |                                             | 500 فرنك                                    | 199 × 126 مم                                | أخضر                                        | هيلفيتيا                                    | الحلي                                       | 20 يونيو 1907                               | 1 يوليو 1925                                | 1 يوليو 1945                                |
| |                                             | 1000 فرنك                                   | 215 × 132 مم                                | أرجواني                                     | هيلفيتيا                                    | الحلي                                       | 20 يونيو 1907                               | 1 يوليو 1925                                | 1 يوليو 1945                                |
| These images are to scale at 0.7 pixel per millimetre. For table standards, see the جدول مواصفات الأوراق النقدية . |                                             |                                             |                                             |                                             |                                             |                                             |                                             |                                             |                                             |

### السلسلة الثانية
إصدرت السلسلة الثانية من الأوراق النقدية السويسرية بين عامي 1911 و1914.
| السلسلة الثانية من الأوراق النقدية السويسرية                                                                       | السلسلة الثانية من الأوراق النقدية السويسرية | السلسلة الثانية من الأوراق النقدية السويسرية | السلسلة الثانية من الأوراق النقدية السويسرية | السلسلة الثانية من الأوراق النقدية السويسرية | السلسلة الثانية من الأوراق النقدية السويسرية | السلسلة الثانية من الأوراق النقدية السويسرية | السلسلة الثانية من الأوراق النقدية السويسرية | السلسلة الثانية من الأوراق النقدية السويسرية | السلسلة الثانية من الأوراق النقدية السويسرية | السلسلة الثانية من الأوراق النقدية السويسرية |
| صورة | صورة                                         | قيمة                                         | أبعاد                                        | اللون الرئيسي                                | وصف                                          | وصف                                          | تاريخ                                        | تاريخ                                        | تاريخ                                        | ملحوظات                                      |
| وجه العملة | العكس                                        | قيمة                                         | أبعاد                                        | اللون الرئيسي                                | وجه العملة                                   | العكس                                        | الإصدار                                      | انسحاب                                       | انقضاء                                       | ملحوظات                                      |
| --- | -------------------------------------------- | -------------------------------------------- | -------------------------------------------- | -------------------------------------------- | -------------------------------------------- | -------------------------------------------- | -------------------------------------------- | -------------------------------------------- | -------------------------------------------- | -------------------------------------------- |
| |                                              | 5 فرنكات                                     | 148 × 70 مم                                  | بني/أخضر                                     | وليام تيل                                    | الحلي                                        | 3 أغسطس 1914                                 | 1 مايو 1980                                  | 1 مايو 2000                                  |                                              |
| |                                              | 10 فرنكات                                    | 135 × 82 مم                                  | بني/أصفر                                     | امرأة من نوشاتيل                             | الحلي                                        | —                                            | —                                            | —                                            | مذكرة احتياطية                               |
| |                                              | 20 فرنكًا                                     | 163 × 95 مم                                  | أزرق/أرجواني                                 | فرينيللي                                     | الحلي                                        | 31 يوليو 1914                                | 31 ديسمبر 1935                               | 1 يناير 1956                                 |                                              |
| |                                              | 50 فرنكًا                                     | 165 × 106 مم                                 | أخضر                                         | رأس المرأة                                   | حطاب                                         | 22 ديسمبر 1911                               | 1 أكتوبر 1958                                | 1 أكتوبر 1978                                |                                              |
| |                                              | 100 فرنك                                     | 181 × 115 مم                                 | أزرق غامق                                    | رأس المرأة                                   | حصادة                                        | 16 سبتمبر 1911                               | 1 أكتوبر 1958                                | 1 أكتوبر 1978                                |                                              |
| |                                              | 500 فرنك                                     | 200 × 125 مم                                 | أحمر/بني                                     | رأس المرأة                                   | مطرزات                                       | 24 ديسمبر 1912                               | 1 أكتوبر 1958                                | 1 أكتوبر 1978                                |                                              |
| |                                              | 1000 فرنك                                    | 216 × 131 مم                                 | أرجواني/برتقالي                              | رأس المرأة                                   | مسبك                                         | 16 سبتمبر 1911                               | 1 أكتوبر 1958                                | 1 أكتوبر 1978                                |                                              |
| These images are to scale at 0.7 pixel per millimetre. For table standards, see the جدول مواصفات الأوراق النقدية . |                                              |                                              |                                              |                                              |                                              |                                              |                                              |                                              |                                              |                                              |

### السلسلة الثالثة
طبعت السلسلة الثالثة من الأوراق النقدية السويسرية في عام 1918؛ و إصدرت بعض الأوراق النقدية كأوراق حرب، بينما احتفظ بالبعض الآخر كاحتياطي.

### السلسلة الرابعة
طبعت السلسلة الرابعة من الأوراق النقدية السويسرية في عام 1938 كسلسلة احتياطية ولم تصدر أبدًا.
| السلسلة الرابعة من الأوراق النقدية السويسرية                                                                       | السلسلة الرابعة من الأوراق النقدية السويسرية | السلسلة الرابعة من الأوراق النقدية السويسرية | السلسلة الرابعة من الأوراق النقدية السويسرية | السلسلة الرابعة من الأوراق النقدية السويسرية | السلسلة الرابعة من الأوراق النقدية السويسرية | السلسلة الرابعة من الأوراق النقدية السويسرية | السلسلة الرابعة من الأوراق النقدية السويسرية |
| صورة | صورة                                         | قيمة                                         | أبعاد                                        | اللون الرئيسي                                | وصف                                          | وصف                                          | تاريخ الإصدار                                |
| وجه العملة | العكس                                        | قيمة                                         | أبعاد                                        | اللون الرئيسي                                | وجه العملة                                   | العكس                                        | تاريخ الإصدار                                |
| --- | -------------------------------------------- | -------------------------------------------- | -------------------------------------------- | -------------------------------------------- | -------------------------------------------- | -------------------------------------------- | -------------------------------------------- |
| |                                              | 50 فرنكًا                                     | 167 × 96 مم                                  | أخضر                                         | رأس المرأة                                   | ثور                                          | لم يتم إصدارها أبدًا (سلسلة الاحتياطي)        |
| |                                              | 100 فرنك                                     | 190 × 106 مم                                 | أزرق                                         | امرأة من هاسليتال                            | الحلي                                        | لم يتم إصدارها أبدًا (سلسلة الاحتياطي)        |
| |                                              | 500 فرنك                                     | 210 × 116 مم                                 | بني-أحمر                                     | رأس المرأة                                   | كيمياء                                       | لم يتم إصدارها أبدًا (سلسلة الاحتياطي)        |
| |                                              | 1000 فرنك                                    | 228 × 125 مم                                 | أرجواني                                      | رأس المرأة                                   | توربين                                       | لم يتم إصدارها أبدًا (سلسلة الاحتياطي)        |
| These images are to scale at 0.7 pixel per millimetre. For table standards, see the جدول مواصفات الأوراق النقدية . |                                              |                                              |                                              |                                              |                                              |                                              |                                              |

### السلسلة الخامسة
إصدرت السلسلة الخامسة من الأوراق النقدية السويسرية ابتداءً من عام 1957.
| السلسلة الخامسة من الأوراق النقدية السويسرية | السلسلة الخامسة من الأوراق النقدية السويسرية | السلسلة الخامسة من الأوراق النقدية السويسرية | السلسلة الخامسة من الأوراق النقدية السويسرية | السلسلة الخامسة من الأوراق النقدية السويسرية | السلسلة الخامسة من الأوراق النقدية السويسرية | السلسلة الخامسة من الأوراق النقدية السويسرية | السلسلة الخامسة من الأوراق النقدية السويسرية | السلسلة الخامسة من الأوراق النقدية السويسرية | السلسلة الخامسة من الأوراق النقدية السويسرية | السلسلة الخامسة من الأوراق النقدية السويسرية |
| صورة                                         | صورة                                         | قيمة                                         | أبعاد                                        | اللون الرئيسي                                | وصف                                          | وصف                                          | مصمم                                         | تاريخ                                        | تاريخ                                        | تاريخ                                        |
| وجه العملة                                   | العكس                                        | قيمة                                         | أبعاد                                        | اللون الرئيسي                                | وجه العملة                                   | العكس                                        | مصمم                                         | الإصدار                                      | انسحاب                                       | انقضاء                                       |
| -------------------------------------------- | -------------------------------------------- | -------------------------------------------- | -------------------------------------------- | -------------------------------------------- | -------------------------------------------- | -------------------------------------------- | -------------------------------------------- | -------------------------------------------- | -------------------------------------------- | -------------------------------------------- |
|                                              |                                              | 10 فرنكات                                    | 137 × 75 مم                                  | أحمر-بني                                     | جوتفريد كيلر                                 | أزهار بينيت                                  | هيرمان إيدنبنز                               | 1 أكتوبر 1956                                | 1 مايو 1980                                  | 1 مايو 2000                                  |
|                                              |                                              | 20 فرنكًا                                     | 155 × 85 مم                                  | أزرق                                         | غيوم هنري دوفور                              | الشوك                                        | هيرمان إيدنبنز                               | 29 مارس 1956                                 | 1 مايو 1980                                  | 1 مايو 2000                                  |
|                                              |                                              | 50 فرنكًا                                     | 173 × 95 مم                                  | أخضر                                         | رأس فتاة                                     | حصاد التفاح                                  | بيير غوشات                                   | 14 يونيو 1957                                | 1 مايو 1980                                  | 1 مايو 2000                                  |
|                                              |                                              | 100 فرنك                                     | 191 × 105 مم                                 | أزرق غامق                                    | رأس صبي                                      | سانت مارتن                                   | بيير غوشات                                   | 14 يونيو 1957                                | 1 مايو 1980                                  | 1 مايو 2000                                  |
|                                              |                                              | 500 فرنك                                     | 210 × 115 مم                                 | بني-أحمر                                     | رأس امرأة                                    | نافورة الشباب                                | بيير غوشات                                   | 14 يونيو 1957                                | 1 مايو 1980                                  | 1 مايو 2000                                  |
|                                              |                                              | 1000 فرنك                                    | 228 × 125 مم                                 | أرجواني                                      | رأس امرأة                                    | رقصة الموت                                   | بيير غوشات                                   | 14 يونيو 1957                                | 1 مايو 1980                                  | 1 مايو 2000                                  |
| هذه الصور بمقياس 0.7 بيكسل كل ميليمتر.       |                                              |                                              |                                              |                                              |                                              |                                              |                                              |                                              |                                              |                                              |

### السلسلة السادسة
| السلسلة السادسة من الأوراق النقدية السويسرية                                                                       | السلسلة السادسة من الأوراق النقدية السويسرية | السلسلة السادسة من الأوراق النقدية السويسرية | السلسلة السادسة من الأوراق النقدية السويسرية | السلسلة السادسة من الأوراق النقدية السويسرية | السلسلة السادسة من الأوراق النقدية السويسرية | السلسلة السادسة من الأوراق النقدية السويسرية                                   | السلسلة السادسة من الأوراق النقدية السويسرية | السلسلة السادسة من الأوراق النقدية السويسرية | السلسلة السادسة من الأوراق النقدية السويسرية |
| صورة | صورة                                         | قيمة                                         | أبعاد                                        | اللون الرئيسي                                | وصف                                          | وصف                                                                            | تاريخ                                        | تاريخ                                        | تاريخ                                        |
| وجه العملة | العكس                                        | قيمة                                         | أبعاد                                        | اللون الرئيسي                                | وجه العملة                                   | العكس                                                                          | الإصدار                                      | انسحاب                                       | انقضاء                                       |
| --- | -------------------------------------------- | -------------------------------------------- | -------------------------------------------- | -------------------------------------------- | -------------------------------------------- | ------------------------------------------------------------------------------ | -------------------------------------------- | -------------------------------------------- | -------------------------------------------- |
| |                                              | 10 فرنكات                                    | 137 × 66 مم                                  | أحمر                                         | ليونارد أويلر                                | توربينات المياه والنظام الشمسي ومخطط انتشار أشعة الضوء المارة عبر العدسات      | 5 نوفمبر 1979                                | 1 مايو 2000                                  | لا شيء (تم إلغاؤه)                           |
| |                                              | 20 فرنكًا                                     | 148 × 70 مم                                  | أزرق                                         | هوراس بنديكت دي سوسير                        | سلسلة جبال ومجموعة من متسلقي الجبال وأمونشورن                                  | 4 أبريل 1979                                 | 1 مايو 2000                                  | لا شيء (تم إلغاؤه)                           |
| |                                              | 50 فرنكًا                                     | 159 × 74 مم                                  | أخضر                                         | كونراد جيسنر                                 | بومة النسر، زهرة الربيع، النجوم                                                | 4 أكتوبر 1978                                | 1 مايو 2000                                  | لا شيء (تم إلغاؤه)                           |
| |                                              | 100 فرنك                                     | 170 × 78 مم                                  | أزرق غامق                                    | فرانشيسكو بوروميني                           | الجزء العلوي من برج القبة بالإضافة إلى مخطط أرضية كنيسة سانت إيفو آلا سابينزا  | 4 أكتوبر 1976                                | 1 مايو 2000                                  | لا شيء (تم إلغاؤه)                           |
| |                                              | 500 فرنك                                     | 181 × 82 مم                                  | بني                                          | ألبريشت فون هالر                             | شكل عضلي لجسم الإنسان، ورسم بياني للتنفس ودورة الدم، وزهرة الأوركيد الأرجوانية | 4 أبريل 1977                                 | 1 مايو 2000                                  | لا شيء (تم إلغاؤه)                           |
| |                                              | 1000 فرنك                                    | 192 × 86 مم                                  | أرجواني                                      | أوغست فوريل                                  | ثلاث نملات ومقطع عرضي لعش النمل                                                | 4 أبريل 1978                                 | 1 مايو 2000                                  | لا شيء (تم إلغاؤه)                           |
| These images are to scale at 0.7 pixel per millimetre. For table standards, see the جدول مواصفات الأوراق النقدية . |                                              |                                              |                                              |                                              |                                              |                                                                                |                                              |                                              |                                              |

### السلسلة السابعة
صُممت وطُبعت سلسلة سابعة من الأوراق النقدية السويسرية عام 1984، بالتوازي مع السلسلة السادسة، ولكن لم تُصدر قط. وشكلت السلسلة الاحتياطية التي ستُصدر، على سبيل المثال، إذا ما أصبحت السلسلة الحالية فجأةً مُزيفة على نطاق واسع. في البداية، لم تُنشر أي معلومات تقريبًا عن السلسلة لأسباب أمنية، باستثناء أجزاء صغيرة. ومع ذلك، بعد إصدار السلسلة الثامنة، تقرر تحسين ميزات الأمان للسلسلة الحالية بدلًا من تطوير سلسلة احتياطية جديدة. نُشرت تفاصيل السلسلة السابعة لاحقًا، بينما أُتلفت الأوراق النقدية الفعلية. كان المصممان روجر بفوند وإليزابيث بفوند. وقد فازا في الأصل بمسابقة تصميم السلسلة السادسة، ولكن بما أن البنك الوطني السويسري قرر استخدام تصميم إرنست وأورسولا هيستاند بدلًا من ذلك، فقد كُلِّف بفوند بتصميم السلسلة الاحتياطية.
| السلسلة السابعة من الأوراق النقدية السويسرية                                                                       | السلسلة السابعة من الأوراق النقدية السويسرية | السلسلة السابعة من الأوراق النقدية السويسرية | السلسلة السابعة من الأوراق النقدية السويسرية | السلسلة السابعة من الأوراق النقدية السويسرية | السلسلة السابعة من الأوراق النقدية السويسرية                       | السلسلة السابعة من الأوراق النقدية السويسرية | السلسلة السابعة من الأوراق النقدية السويسرية |
| صورة | صورة                                         | قيمة                                         | أبعاد                                        | اللون الرئيسي                                | وصف                                                                | وصف | تاريخ الإصدار                                |
| وجه العملة | العكس                                        | قيمة                                         | أبعاد                                        | اللون الرئيسي                                | وجه العملة                                                         | العكس | تاريخ الإصدار                                |
| --- | -------------------------------------------- | -------------------------------------------- | -------------------------------------------- | -------------------------------------------- | ------------------------------------------------------------------ | --- | -------------------------------------------- |
| |                                              | 10 فرنكات                                    | 137 × 66 مم                                  | أحمر-بني                                     | ليونارد أويلر ؛ تطوير متعدد السطوح، جسور كونيجسبيرج                | دالة جاما ؛ جدول لحساب الأرقام؛ رسم تخطيطي للنظام الشمسي | لم يتم إصدارها أبدًا (سلسلة الاحتياطي)        |
| |                                              | 20 فرنكًا                                     | 148 × 70 مم                                  | أزرق                                         | هوراس بنديكت دي سوسور؛ بلورات الكوارتز. شعاع هورنبلند              | مقياس الرطوبة الشعري، منظر لوادي شامونيكس وسلسلة جبال مونت بلانك؛ رحلة استكشافية إلى نهر تاكول الجليدي                                                         | لم يتم إصدارها أبدًا (سلسلة الاحتياطي)        |
| |                                              | 50 فرنكًا                                     | 159 × 74 مم                                  | أخضر                                         | كونراد جيسنر ؛ فرع من شجرة كرز قزمة ؛ أوراق الشجر                  | النسر الذهبي (استنادًا إلى نقش خشبي من كتاب جيسنر Historiae animalium ); "تحول الحيوانات"؛ نص لاتيني من كتاب تاريخ الحيوانات يشير إلى الهيدرا ذات الرؤوس السبعة | لم يتم إصدارها أبدًا (سلسلة الاحتياطي)        |
| |                                              | 100 فرنك                                     | 170 × 78 مم                                  | أزرق غامق                                    | فرانشيسكو بوروميني ؛ زخارف معمارية من كنيسة القديس يوحنا اللاتراني | رفع الفانوس وبرج كنيسة سانت إيفو آلا سابينزا ؛ مخطط طابق كنيسة سان كارلو آلا كواترو فونتاني ؛ حمامة وغصن زيتون                                                 | لم يتم إصدارها أبدًا (سلسلة الاحتياطي)        |
| |                                              | 500 فرنك                                     | 181 × 82 مم                                  | بني                                          | ألبرشت فون هالر ؛ البنية السداسية للخلية ؛ نسيج الخلية             | لوحة تشريح من القرن الثامن عشر؛ صورة بالأشعة السينية للصدر البشري؛ الجبال، في إشارة إلى قصيدته " جبال الألب "                                                  | لم يتم إصدارها أبدًا (سلسلة الاحتياطي)        |
| |                                              | 1000 فرنك                                    | 192 × 86 مم                                  | أرجواني                                      | لويس أغاسيز ؛ بنية سطح المحار                                      | رأس وهيكل عظمي وأحفورة لسمكة الفرخ ؛ بنية قشور سمكة الفرخ؛ الأمونيت                                                                                            | لم يتم إصدارها أبدًا (سلسلة الاحتياطي)        |
| These images are to scale at 0.7 pixel per millimetre. For table standards, see the جدول مواصفات الأوراق النقدية . |                                              |                                              |                                              |                                              |                                                                    | |                                              |

### السلسلة الثامنة
دخلت السلسلة الثامنة من الأوراق النقدية بالفرنك السويسري، التي صممها يورغ زينتزماير، التداول في عام 1995. و سحبت في عام 2021.
| ثماني سلاسل (1995–1998) Designer: Jörg Zintzmeyer | ثماني سلاسل (1995–1998) Designer: Jörg Zintzmeyer | ثماني سلاسل (1995–1998) Designer: Jörg Zintzmeyer | ثماني سلاسل (1995–1998) Designer: Jörg Zintzmeyer | ثماني سلاسل (1995–1998) Designer: Jörg Zintzmeyer | ثماني سلاسل (1995–1998) Designer: Jörg Zintzmeyer | ثماني سلاسل (1995–1998) Designer: Jörg Zintzmeyer | ثماني سلاسل (1995–1998) Designer: Jörg Zintzmeyer | ثماني سلاسل (1995–1998) Designer: Jörg Zintzmeyer | ثماني سلاسل (1995–1998) Designer: Jörg Zintzmeyer | ثماني سلاسل (1995–1998) Designer: Jörg Zintzmeyer |
| صورة                                              | صورة                                              | قيمة                                              | أبعاد (مم)                                        | رئيسي لون                                         | رئيسي لون                                         | وصف                                               | وصف                                               | الإصدار                                           | الانسحاب                                          |                                                   |
| وجه العملة                                        | العكس                                             | قيمة                                              | أبعاد (مم)                                        | رئيسي لون                                         | رئيسي لون                                         | وجه العملة                                        | العكس                                             | الإصدار                                           | الانسحاب                                          |                                                   |
| ------------------------------------------------- | ------------------------------------------------- | ------------------------------------------------- | ------------------------------------------------- | ------------------------------------------------- | ------------------------------------------------- | ------------------------------------------------- | ------------------------------------------------- | ------------------------------------------------- | ------------------------------------------------- | ------------------------------------------------- |
|                                                   |                                                   | 10 فرنكات                                         | 74 × 126                                          |                                                   | أصفر                                              | لو كوربوزييه                                      | مخطط الأرض، منطقة حكومية شانديغار ، الهند         | 8 أبريل 1995                                      | 30 أبريل 2021                                     |                                                   |
|                                                   |                                                   | 20 فرنكًا                                          | 74 × 137                                          |                                                   | أحمر                                              | آرثر هونيجر                                       | المحيط الهادئ 231                                 | 1 أكتوبر 1994                                     | 30 أبريل 2021                                     |                                                   |
|                                                   |                                                   | 50 فرنكًا                                          | 74 × 148                                          |                                                   | أخضر                                              | صوفي تايوبر-آرب                                   | رأس دادا ، 1919                                   | 3 أكتوبر 1995                                     | 30 أبريل 2021                                     |                                                   |
|                                                   |                                                   | 100 فرنك                                          | 74 × 159                                          |                                                   | أزرق                                              | ألبرتو جياكوميتي                                  | الرجل الذي يسير في الشارع الأول                   | 1 أكتوبر 1998                                     | 30 أبريل 2021                                     |                                                   |
|                                                   |                                                   | 200 فرنك                                          | 74 × 170                                          |                                                   | بني                                               | تشارلز فرديناند راموز                             | بحيرة ديربورانس ( ليه ديابليريتس )، لافو          | 1 أكتوبر 1997                                     | 30 أبريل 2021                                     |                                                   |
|                                                   |                                                   | 1000 فرنك                                         | 74 × 181                                          |                                                   | أرجواني                                           | جاكوب بوركهارت                                    | قصر ستروزي ، فلورنسا                              | 1 أبريل 1998                                      | 30 أبريل 2021                                     |                                                   |
|                                                   |                                                   |                                                   |                                                   |                                                   |                                                   |                                                   |                                                   |                                                   |                                                   |                                                   |

### السلسلة التاسعة

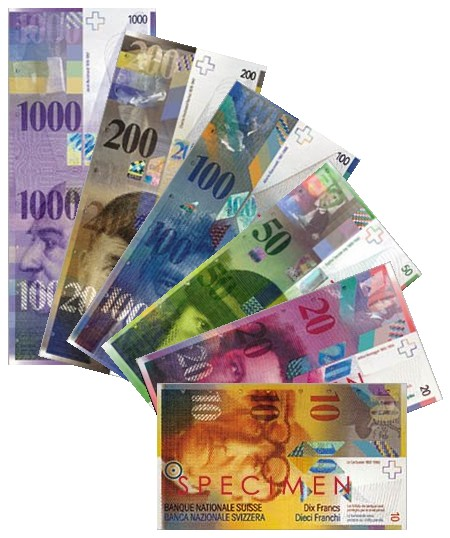
تحتوي سلسلة الأوراق النقدية الثامنة على ما لا يقل عن ثمانية عشر ميزة أمنية.

في عام 2005، عقد البنك الوطني السويسري مسابقة لتحديد تصميم السلسلة التالية من الأوراق النقدية. فاز بالمسابقة مانويل كريبس، لكن تصميماته، التي تتضمن تصوير خلايا الدم والأجنة، قوبلت بمعارضة كافية من عامة الناس مما ثني البنك عن المضي قدمًا فيها. ونتيجة لذلك، استندت السلسلة التاسعة من الأوراق النقدية بالفرنك السويسري على تصميمات صاحبة المركز الثاني مانويلا فروندر. كان من المقرر إصدار السلسلة حوالي عام 2010 ولكن تأجلت إلى عام 2015 بسبب مشاكل فنية في الإنتاج. إصدرت الورقة النقدية الجديدة بقيمة 50 فرنكًا في 12 أبريل 2016، تلتها ورقة نقدية بقيمة 20 فرنكًا في 17 مايو 2017، وورقة نقدية بقيمة 10 فرنكًا في 18 أكتوبر 2017، وورقة نقدية بقيمة 200 فرنك في 22 أغسطس 2018، وورقة نقدية بقيمة 1000 فرنك في 13 مارس 2019 وورقة نقدية بقيمة 100 فرنك في 12 سبتمبر 2019.
| السلسلة التاسعة (2016–2018) المصمم: مانويلا بفروندر | السلسلة التاسعة (2016–2018) المصمم: مانويلا بفروندر | السلسلة التاسعة (2016–2018) المصمم: مانويلا بفروندر | السلسلة التاسعة (2016–2018) المصمم: مانويلا بفروندر | السلسلة التاسعة (2016–2018) المصمم: مانويلا بفروندر | السلسلة التاسعة (2016–2018) المصمم: مانويلا بفروندر | السلسلة التاسعة (2016–2018) المصمم: مانويلا بفروندر | السلسلة التاسعة (2016–2018) المصمم: مانويلا بفروندر | السلسلة التاسعة (2016–2018) المصمم: مانويلا بفروندر | السلسلة التاسعة (2016–2018) المصمم: مانويلا بفروندر |
| الصورة                                              | الصورة                                              | القيمة                                              | الأبعاد (مم)                                        | اللون الأساسي                                       | اللون الأساسي                                       | Description                                         | Description | Description | الإصدار                                             |
| وجه العملة                                          | العكس                                               | القيمة                                              | الأبعاد (مم)                                        | اللون الأساسي                                       | اللون الأساسي                                       | الموضوع (السمة السويسرية)                           | وجه العملة (الحدث) | العكس (الموقع والهدف) | الإصدار                                             |
| --------------------------------------------------- | --------------------------------------------------- | --------------------------------------------------- | --------------------------------------------------- | --------------------------------------------------- | --------------------------------------------------- | --------------------------------------------------- | --- | --- | --------------------------------------------------- |
|                                                     |                                                     | 10 francs                                           | 70 × 123                                            |                                                     | أصفر                                                | الوقت المواهب التنظيمية                             | - 'الأيدي تقود مع الهراوة - الكرة الأرضية: حول IDL، نهاية اليوم (المحيط الهادئ)؛ المنطقة الزمنية ثانية - الخلفية: وجوه الساعة - شريط الأمن: شبكة السكك الحديدية السويسرية وأطول أنفاقها                                           | - مسارات السكك الحديدية نفق قاعدة لوتشبيرج، مما يقلل من وقت السفر - 'حركة الساعة: ترمز إلى الموهبة التنظيمية القوية - خطوط شبكة السكك الحديدية                        | 18 October 2017                                     |
|                                                     |                                                     | 20 francs                                           | 70 × 130                                            |                                                     | احمر                                                | Light Creativity                                    | - 'يد مع منشور والضوء - الكرة الأرضية: قبل 4 ساعات (المحيط الهادئ، الأمريكتين); الأبراج - الخلفية: المشكال - شريط الأمان: انبعاثات الضوء الليلي؛ المسافات بالثواني الضوئية بين الأرض والأجرام السماوية                            | - 'الضوء يبث فيلمًا إلى شاشة خارجية كبيرة في ساحة غراندي في لوكارنو خلال مهرجان لوكارنو السينمائي - الفراشة: الضوء يكشف عن لون الأجنحة - خطوط القزحية                  | 17 May 2017                                         |
|                                                     |                                                     | 50 francs                                           | 70 × 137                                            |                                                     | اخضر                                                | Wind Wealth of experiences                          | - 'يد تحمل زهرة الهندباء؛ بابي تحملها الرياح - الكرة الأرضية: قبل 4 ساعات أخرى (أفريقيا، الأمريكتين); اتجاهات الرياح - الخلفية: أسهم تدفق الرياح - شريط الأمن: جبال الألب السويسرية وقائمة قمم يبلغ ارتفاعها أربعة آلاف متر       | - 'الرياح تتدفق حول قمم الجبال الجليدية في جبال الألب السويسرية - الطائرة الشراعية: الريح تبقيها في الأعلى - خطوط الكنتور: تستحضر المناظر الطبيعية السويسرية المتنوعة | 12 April 2016                                       |
|                                                     |                                                     | 100 francs                                          | 70 × 144                                            |                                                     | ازرق                                                | Water Humanitarian tradition                        | - الأيدي تمسك، وتوفر الماء - الكرة الأرضية: قبل 4 ساعات أخرى (أوروبا، أفريقيا); خطوط تساوي الضغط الجوي وخطوط الكنتور - شريط الأمن: أنهار سويسرا وأطول أنهارها                                                                     | - المياه تتدفق على طول جانب الجبل في فاليه - الألمانية: Suonen/الفرنسية: des bisses: قنوات الري                                                                       | 12 September 2019                                   |
|                                                     |                                                     | 200 francs                                          | 70 × 151                                            |                                                     | بني                                                 | Matter Scientific expertise                         | - 'اليد تشير إلى الأبعاد الثلاثة (قاعدة اليد اليمنى) - الكرة الأرضية: قبل 4 ساعات أخرى (أفريقيا، أوراسيا)؛ كتل اليابسة في أواخر العصر الطباشيري - شريط الأمن: خريطة العصور الجيولوجية السويسرية؛ الجدول الزمني لمراحل تكوين الكون | - إشارات من تصادم الجسيمات' في جهاز الكشف في مصادم الهدرونات الكبير في جنيف - خريطة تصادم الجسيمات                                                                    | 22 August 2018                                      |
|                                                     |                                                     | 1000 francs                                         | 70 × 158                                            |                                                     | بنفسجي                                              | اللغة ذوق تواصلي                                    | - 'مصافحة - الكرة الأرضية: قبل 4 ساعات أخرى، بداية اليوم (شرق آسيا، أستراليا); IPA حرفًا - شريط الأمن: خريطة المناطق اللغوية السويسرية؛ قائمة الكانتونات السويسرية                                                                 | - إلقاء خطابات بلغات مختلفة في البرلمان السويسري خلال انعقاد الجمعية الفيدرالية في برن - رسم بياني للعلاقات                                                           | 13 March 2019                                       |
|                                                     |                                                     |                                                     |                                                     |                                                     |                                                     |                                                     | | |                                                     |

## الأمن والتزوير
وفقًا لطبعة 2008 من موسوعة غينيس للأرقام القياسية، فإن السلسلة الثامنة من أوراق الفرنك السويسري هي الأكثر أمانًا في العالم بما يصل إلى 18 ميزة أمان بما في ذلك الرقم المائل، والذي لا يمكن رؤيته إلا من زاوية غير عادية، ورقم الأشعة فوق البنفسجية الذي لا يمكن رؤيته إلا تحت الأشعة فوق البنفسجية والنص الدقيق. ووفقًا لبنوكهم المركزية المعنية، كان معدل الأوراق النقدية المزيفة اعتبارًا من عام 2011 حوالي 1 في 100000 للفرنك السويسري، و1 في 20000 لليورو، و1 في 10000 للدولار الأمريكي و1 في 3333 للجنيه الإسترليني.

## الملاحظات والمراجع
1. ↑  Billets de banque بالألمانية وبالفرنسية وبالإيطالية من قاموس سويسرا التاريخي على الإنترنت.; A. Meier: Monnaies....
2. 1 2  Blackstone، Brian (20 أكتوبر 2017). "Switzerland's Old-Money Problem: One Billion in Expiring Francs". وول ستريت جورنال. مؤرشف من الأصل في 2024-12-03. اطلع عليه بتاريخ 2018-06-25.
3. 1 2  "Questions and answers on banknotes – What does 'the SNB is recalling banknotes from circulation' actually mean?". البنك الوطني السويسري. مؤرشف من الأصل في 2023-08-10. اطلع عليه بتاريخ 2018-06-24.
4. ↑  "Ständerat hat eingelenkt – Alte Banknoten werden künftig nicht mehr verfallen". Schweizer Radio und Fernsehen (SRF) (بالألمانية). 5 Jun 2019. Archived from the original on 2025-03-25. Retrieved 2020-01-07.
5. ↑  "CC 941.10 Federal Act of 22 December 1999 on Currency and Payment Instruments (CPIA)". www.admin.ch. مؤرشف من الأصل في 2020-10-31. اطلع عليه بتاريخ 2020-01-07.
6. 1 2  "Swiss National Bank recalls old series of banknotes". Reuters (بالإنجليزية). 28 Apr 2021. Archived from the original on 2023-10-23. Retrieved 2021-05-22.
7. ↑  "Swiss National Bank (SNB) – Sixth banknote series (1976)". www.snb.ch. مؤرشف من الأصل في 2023-08-10. اطلع عليه بتاريخ 2020-01-07.
8. ↑  "Swiss National Bank (SNB) - Banknotes and coins". مؤرشف من الأصل في 2023-07-25.
9. ↑  "Swiss National Bank (SNB) - All SNB banknote series". مؤرشف من الأصل في 2023-10-02.
10. ↑  Jean-Marc Côté, "Habiller l'argent : Roger Pfund نسخة محفوظة 7 December 2006 على موقع واي باك مشين.", Bulletin de l'Association des Numismates Francophones du Canada. Last accessed 1 June 2007.
11. ↑  "Eighth banknote series, 1995". Zurich, Switzerland: Swiss National Bank SNB. مايو 2017. مؤرشف من الأصل في 2023-10-23. اطلع عليه بتاريخ 2017-05-26.
12. ↑  An overview of the security features نسخة محفوظة 12 October 2013 على موقع واي باك مشين., Swiss National Bank (page visited on 11 October 2013).
13. ↑  "7 Interesting Facts about the New Swiss Banknotes". Newly Swissed. 26 سبتمبر 2015. مؤرشف من الأصل في 2025-06-13. اطلع عليه بتاريخ 2020-03-17.
14. ↑  New banknotes project نسخة محفوظة 19 May 2007 على موقع واي باك مشين. on the website of the Swiss National Bank. Last accessed 1 June 2007.
15. ↑  Press release of 13 december 2012: Issue of new banknote series delayed. نسخة محفوظة 25 March 2014 على موقع واي باك مشين. Last accessed 5 September 2012
16. ↑  "Schriftzug: Die neue 10-Franken-Note". Schweizerische Südostbahn, Schriftzug. 4 فبراير 2019. مؤرشف من الأصل في 2019-02-04. اطلع عليه بتاريخ 2024-07-30.
17. 1 2 3  "Banknotes and coins: The transition to a new banknote series". Zurich, Switzerland: Swiss National Bank (SNB). مؤرشف من الأصل في 2023-07-25. اطلع عليه بتاريخ 2019-03-05.
18. ↑  Guinness World Records (ط. 2008). Hit Entertainment. ص. 126. ISBN:978-1-904994-18-3.
19. ↑  (بالفرنسية) Michel Beuret, "Les mystères de la fausse monnaie", Allez savoir !, number 50, June 2011. نسخة محفوظة 2025-05-25 على موقع واي باك مشين.

## الفهرس
- ميشيل دي ريفاز، الأوراق النقدية السويسرية: 1907 – 1997 ، جينود، 1997 ( ).
- ألبرت ماير، Monnaies – Billets de Banque. سويس – ليختنشتاين 1798-1995 ، هونيباخ، 1996.

## روابط خارجية
- وسائط متعلقة بـ Banknotes of Switzerland في كومنز.
- Banknotes and coins (Swiss National Bank)